# Bisbat de Biella

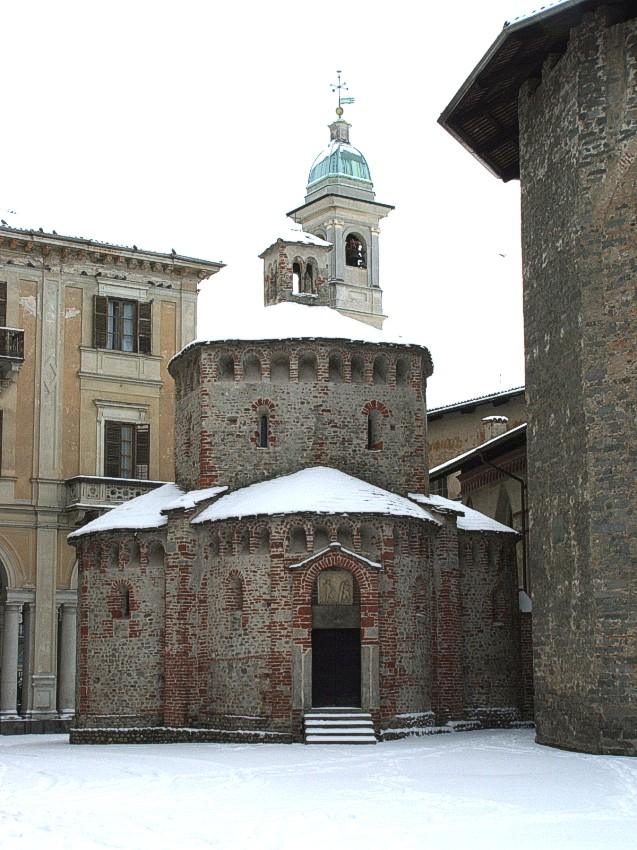
El Baptisteri

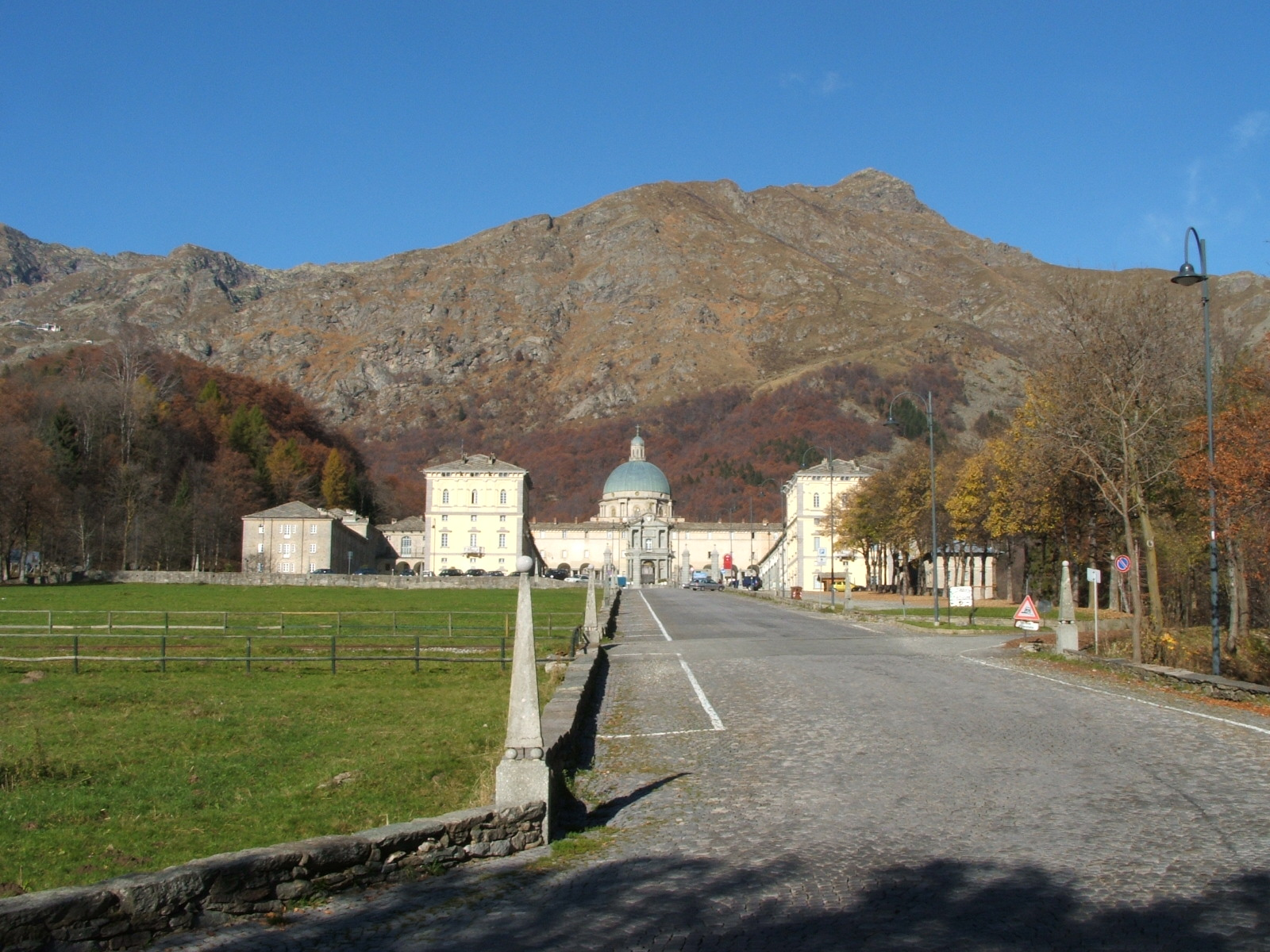
El Santuari d'Oropa

El bisbat de Biella  (italià: diocesi di Biella; llatí: Dioecesis Bugellensis ) és una seu de l'Església catòlica, sufragània de l'arquebisbat de Vercelli, que pertany a la regió eclesiàstica Piemont. El 2012 tenia 164.000 batejats d'un total de 176.500 habitants. Actualment està regida pel bisbe Gabriele Mana.
El patró de la diòcesi és sant Esteve.

## Territori
La diòcesi comprèn gairebé tota la província de Biella: Biella, Andorno Micca, Benna, Bioglio, Borriana, Callabiana, Camandona, Camburzano, Campiglia Cervo, Candelo, Casapinta, Cavaglià, Cerreto Castello, Cerrione, Coggiola, Cossato, Crosa, Donato, Dorzano, Gaglianico, Gifflenga, Graglia, Lessona, Magnano, Massazza, Mezzana Mortigliengo, Miagliano, Mongrando, Mosso, Mottalciata, Muzzano, Netro, Occhieppo Inferiore, Occhieppo Superiore, Pettinengo, Piatto, Piedicavallo, Pollone, Ponderano, Portula, Pralungo, Pray, Quaregna, Ronco Biellese, Roppolo, Rosazza, Sagliano Micca, Salussola, San Paolo Cervo, Sala Biellese, Sandigliano, Selve Marcone, Soprana, Sordevolo, Strona, Ternengo, Tollegno, Torrazzo, Trivero, Valdengo, Vallanzengo, Valle Mosso, Valle San Nicolao, Veglio, Verrone, Vigliano Biellese, Villanova Biellese, Viverone, Zimone i Zubiena; i la parròquia de Carisio a la província de Vercelli.
La seu episcopal es troba a la ciutat de Biella, on es troba la catedral de Sant Esteve.
La diòcesi limita al nord amb la diòcesi de Novara i l'arxidiòcesi de Vercelli (amb la qual també limita a l'est i al sud), mentre que a l'oest limita amb les diòcesis d'Ivrea i d'Aosta.
A aquesta diòcesi es troba el santuari d'Oropa, destí habitual de pelegrinatge. Altres santuaris coneguts són el santuari de Gralia i el santuari de San Giovanni d'Andorno.
El territori està dividit en 114 parròquies.

## Història
La diòcesi de Biella va ser evangelitzada per sant Eusebi al segle iv i sempre ha estat sotmesa als bisbes de Vercelli. No obstant això Biella va ser la seu de la important capítol de Sant Esteve, del qual hi ha notícies des del segle xii.
Establerta la província civil de Biella al Regne de Sardenya, Carles Manuel III va promoure davant la Santa Seu perquè s'erigís una nova diòcesi.
La diòcesi va ser erigida pel Papa Climent XIV amb la butlla Praecipua conferir de l'1 de juny 1772, amb territori desmembrat de la diòcesi de Vercelli. La inauguració solemne de la diòcesi es va dur a terme el 4 i 5 de juliol del mateix any pel bisbe d'Ivrea Giuseppe Ottavio Pochettini. Originalment era sufragània de l'arxidiòcesi de Torí.
Suprimida pel govern napoleònic l'1 de juny de 1803 i reconstruïda a Vercelli, va ser restaurada pel Papa Pius VII amb la butlla Beati Petri del 17 de juliol de 1817 i en aquesta ocasió la diòcesi de Biella va esdevenir part de la nova província eclesiàstica de l'arxidiòcesi de Vercelli.

## Cronologia episcopal
- Giulio Cesare Viancini † (7 de setembre de 1772 - 22 d'octubure i 1796 mort)
- Giovanni Battista Canaveri, C.O. † (24 de juliol de 1797 - 1803 dimití)
  - Sede soppressa (1803-1817)
- Bernardino Bollati, O.F.M.Obs. † (21 de desembre de 1818 - 11 de juny de 1828 mort)
- Placido Maria Tadini, O.C.D. † (28 de setembre de 1829 - 2 de juliol de 1832 nomenat arquebisbe de Gènova)
- Giovanni Pietro Losana † (30 de setembre de 1833 - 14 de febrer de 1873 mort)
- Basilio Leto † (25 de juliol de 1873 - 19 de desembre de 1885 dimití i nomenat bisbe titular de Samaria)
- Domenico Cumino † (15 de gener de 1886 - 29 de juny de 1901 mort)
- Giuseppe Gamba † (16 de desembre de 1901 - 13 d'agost de 1906 nomenat bisbe de Novara)
- Giovanni Andrea Masera † (19 d'agost de 1906 - 2 de desembre de 1912 dimití i nomenat bisbe titular de Emèria)
- Natale Serafino † (2 de desembre de 1912 - 22 de març de 1917 nomenat bisbe de Chiavari)
- Giovanni Garigliano † (22 de març de 1917 - 10 d'octubre de 1936 mort)
- Carlo Rossi † (7 de desembre de 1936 - 15 de febrer de 1972 jubilat)
- Vittorio Piola † (15 de febrer de 1972 - 15 de maig de 1986 dimití)
- Massimo Giustetti † (3 de desembre de 1986 - 13 de juliol de 2001 jubilat)
- Gabriele Mana, dal 13 de juliol de 2001

## Estadístiques
A finals del 2012, la diòcesi tenia 164.000 batejats sobre una població de 176.500 persones, equivalent al 92,9% del total.

| any  | població | població | població | sacerdots | sacerdots       | sacerdots       | sacerdots             | diaques | religiosos | religiosos | parroquies |
| ---- | -------- | -------- | -------- | --------- | --------------- | --------------- | --------------------- | ------- | ---------- | ---------- | ---------- |
| any  | batejats | total    | %        | total     | clergat secular | clergat regular | batejats por sacerdot | diaques | homes      | dones      |            |
| 1950 | 148.327  | 149.361  | 99,3     | 272       | 224             | 48              | 545                   |         | 118        | 686        | 123        |
| 1959 | 197.703  | 198.649  | 99,5     | 227       | 199             | 28              | 870                   |         | 96         | 490        | 124        |
| 1970 | 201.850  | 202.115  | 99,9     | 217       | 198             | 19              | 930                   |         | 24         | 452        | 126        |
| 1978 | 200.250  | 200.700  | 99,8     | 203       | 180             | 23              | 986                   |         | 46         | 384        | 126        |
| 1990 | 202.000  | 203.000  | 99,5     | 180       | 150             | 30              | 1.122                 | 11      | 48         | 400        | 114        |
| 1999 | 180.000  | 180.356  | 99,8     | 171       | 140             | 31              | 1.052                 | 25      | 52         | 352        | 114        |
| 2000 | 180.000  | 180.356  | 99,8     | 172       | 141             | 31              | 1.046                 | 28      | 54         | 352        | 114        |
| 2001 | 180.000  | 180.356  | 99,8     | 166       | 135             | 31              | 1.084                 | 27      | 54         | 352        | 114        |
| 2002 | 175.000  | 180.000  | 97,2     | 165       | 134             | 31              | 1.060                 | 27      | 54         | 352        | 114        |
| 2003 | 171.000  | 175.000  | 97,7     | 166       | 135             | 31              | 1.030                 | 26      | 52         | 293        | 114        |
| 2004 | 171.000  | 175.000  | 97,7     | 161       | 130             | 31              | 1.062                 | 26      | 52         | 286        | 114        |
| 2006 | 172.700  | 179.800  | 96,1     | 160       | 126             | 34              | 1.079                 | 25      | 59         | 235        | 114        |
| 2012 | 164.000  | 176.500  | 92,9     | 166       | 125             | 41              | 987                   | 28      | 60         | 192        | 114        |